# Sāmen
Sāmen (persiska: سامِن, Sāman, سامن) är en ort i Iran.   Den ligger i provinsen Hamadan, i den nordvästra delen av landet, 300 km sydväst om huvudstaden Teheran. Sāmen ligger 1 857 meter över havet och antalet invånare är 4 025.
Terrängen runt Sāmen är varierad. Runt Sāmen är det ganska tätbefolkat, med 160 invånare per kvadratkilometer. Närmaste större samhälle är Malāyer, 14,6 km nordost om Sāmen. Trakten runt Sāmen består i huvudsak av gräsmarker.